# Bambusa grandis
Bambusa grandis là một loài thực vật có hoa trong họ Hòa thảo. Loài này được (Q.H.Dai & X.l.Tao ex Keng f.) Ohrnb. mô tả khoa học đầu tiên năm 1997.